# Пијавичино
Пијавичино је насељено место у саставу општине Оребић, на полуострву Пељешцу,
Дубровачко-неретванска жупанија, Република Хрватска.

## Историја
До територијалне реорганизације у Хрватској налазило се у саставу старе општине Дубровник.

## Становништво
На попису становништва 2011. године, Пијавичино је имало 113 становника.
| Број становника по пописима | Број становника по пописима | Број становника по пописима | Број становника по пописима | Број становника по пописима | Број становника по пописима | Број становника по пописима | Број становника по пописима | Број становника по пописима | Број становника по пописима | Број становника по пописима | Број становника по пописима | Број становника по пописима | Број становника по пописима | Број становника по пописима | Број становника по пописима |
| --------------------------- | --------------------------- | --------------------------- | --------------------------- | --------------------------- | --------------------------- | --------------------------- | --------------------------- | --------------------------- | --------------------------- | --------------------------- | --------------------------- | --------------------------- | --------------------------- | --------------------------- | --------------------------- |
| 1857                        | 1869                        | 1880                        | 1890                        | 1900                        | 1910                        | 1921                        | 1931                        | 1948                        | 1953                        | 1961                        | 1971                        | 1981                        | 1991                        | 2001                        | 2011                        |
| 354                         | 336                         | 349                         | 368                         | 384                         | 328                         | 205                         | 290                         | 188                         | 187                         | 213                         | 233                         | 226                         | 166                         | 143                         | 113                         |

### Попис1991.
На попису становништва 1991. године, насељено место Пијавичино је имало 166 становника, следећег националног састава:
| Попис 1991.‍ | Попис 1991.‍ | Попис 1991.‍ | Попис 1991.‍ | Попис 1991.‍ |
| ----------- | ----------- | ----------- | ----------- | ----------- |
|             |             |             |             |             |
| Хрвати      | Хрвати      |             | 161         | 96,98%      |
| Муслимани   | Муслимани   |             | 3           | 1,80%       |
| Срби        | Срби        |             | 2           | 1,20%       |
| укупно: 166 |             |             |             |             |